# Acacia burrowsiana
Acacia burrowsiana är en ärtväxtart som beskrevs av Bruce R. Maslin. Acacia burrowsiana ingår i släktet akacior, och familjen ärtväxter. Inga underarter finns listade i Catalogue of Life.